# Union megye (Georgia)
Union megye az Amerikai Egyesült Államokban, azon belül Georgia államban található. Megyeszékhelye és legnagyobb városa Blairsville. Lakosainak száma 24 632 fő (2020. április 1.). Union megye Cherokee, Lumpkin, Clay, Towns, White és Fannin megyékkel határos.

## Népesség
A megye népességének változása:
| Lakosok száma | 21 319 | 21 340 | 21 434 | 21 566 | 22 267 | 24 632 |
|               | 2010   | 2011   | 2012   | 2013   | 2015   | 2020   |